# Rhoeadales
Rhoeadales is een beschrijvende plantennaam, voor een orde van tweezaadlobbige planten, de naam is gevormd rondom rhoeas (vergelijk de grote klaproos, Papaver rhoeas). Het Wettstein-systeem gebruikte deze naam voor een orde met de volgende samenstelling:
- orde Rhoeadales
  - familie Capparidaceae [sic, nu Capparaceae ]
  - familie Cruciferae
  - familie Moringaceae
  - familie Papaveraceae
  - familie Resedaceae
  - familie Tovariaceae

Dit is ruwweg te vergelijken met de orde Capparales volgens Cronquist.